# 郭詠嘉
郭詠嘉（Vivian Kwok，1981年2月10日—），前香港新聞從業員。

## 生平
郭詠嘉祖籍天津，生於香港，曾就讀於天主教郭得勝中學，2003年畢業於香港中文大學新聞及傳播學院社會科學學士課程（同屆同學有前無綫新聞高級財經記者龔偉怡、有線新聞主播游安怡和now財經台高級記者蘇銘恆。郭詠嘉其後入職無綫電視新聞及資訊部任外電記者，再轉職商業電台新聞部。2007年4月，郭詠嘉重返無綫新聞出任港聞組記者，並於2009年7月4日開始兼任午間新聞主播。再于2009年10月3日开始担任晚间新闻主播。2011年8月6日起，郭詠嘉兼任六點半新聞報道主播，隨後她專責採訪香港交通新聞。
2010年4月中，她接替羅若安任駐廣州記者。2011年11月起擔任駐北京記者，2012年4月2日轉任機場亞洲國際博覽館公關。2012年7月轉任奧雅納工程顧問公司公關，並發展插畫事業。

### 採訪受辱
郭詠嘉於2009年7月1日到灣仔維多利亞公園採訪七一大遊行時，被示威者指罵「無綫新聞，是是但但」，並對她作出不文舉動，於採訪車頂報道的郭因受辱而兩度落淚。事件後被蘋果日報報道出來，惹來網民討論。

### 重點採訪
- 2008年5月汶川大地震郭詠嘉到當地採訪災情[6]
- 汶川地震一周年，郭詠嘉到當地採訪災後學校重建[7] 和大熊貓生活之情況[8]。
- 郭詠嘉亦曾採訪2008年北京奧運

## 參與節目
- 2016年：姊妹淘

## 外部連結
- http://instagram.com/wingki_kwok （页面存档备份，存于）
- http://www.facebook.com/WingkiKwok.Illustration （页面存档备份，存于）
- 郭詠嘉的新浪微博
- 多媒體創意廊-亞洲區大學院校學生作品展2003，學生：郭詠嘉 （页面存档备份，存于）
- Graduating in 2003(HKCU) （页面存档备份，存于）
- 郭詠嘉2007年報道片段

| 媒體職務 | 媒體職務                                | 媒體職務 |
| -------- | --------------------------------------- | -------- |
| 前任： — | 無線新聞主播及記者 2004年至2012年4月1日 | 繼任： — |